# Chiesa della Madonna degli Angeli (Vigevano)
La chiesa della Madonna degli Angeli è un edificio religioso sito a Vigevano, in provincia di Pavia e diocesi di Vigevano.

## Descrizione e storia
La costruzione della chiesa inizia nel luglio del 1583, quando diviene sede della confraternita dell'Annunciazione. La consacrazione del luogo avviene tre anni dopo. Le cappelle invece risalgono al 1657 e sono dedicate a san Mauro Abate e san Mona, vescovo di Milano nel III secolo; l'altare è del 1679 e vi è presente un dipinto della Natività dello stesso periodo, probabilmente di Zanetto Bugatto. Il coro è del 1692, mentre l'organo a canne, realizzato da Giovanni Rondini e rifatto dai Fratelli Serassi nel 1832, è il più antico in città.